# El Juego Limpio
El Juego Limpio fue un programa televisivo de debate político argentino emitido por la señal de cable Todo Noticias, los jueves a las 22:00 y repetido los viernes a las 1:00, previamente repetido también a las 4:00 previo a la introducción del segmento "TN de Madrugada".
Es y fue emitido por primera vez en 1998. El programa lo conduce el periodista y médico Nelson Castro.
El programa ha recibido varios premios entre ellos, varias veces el Martín Fierro.
Cuando finalizaba la emisión de cada programa, este era subido por bloques a la página web de TN para que cualquier persona que se los haya perdido o los quiera ver nuevamente pudiera hacerlo. Para ir a la página web del programa haga click aquí.
El jueves 28 de diciembre de 2017 fue la última emisión. La gerencia de noticias de TN decidió no incluir el programa en la grilla después de 19 años. Desde Todo Noticias informaron que la principal razón para la cancelación del programa fue la caída de audiencia que tuvo.

## General
El Juego Limpio es un programa de debate político, separado en autodenominados "bloques" donde se brinda información sobre la política y economía en general. También, se entrevista a importantes figuras de la política argentina. 
Contiene una sección denominada "El Editorial", el cual trata de su conductor analizando ciertos tópicos con su análisis editorial. 
Luego de finalizar una emisión del programa, una columna es publicada en tn.com.ar, el portal digital del canal, por el propio conductor del programa, de la editorial periodística.